# Studinița, Olt
Studinița este un sat în comuna Studina din județul Olt, Oltenia, România.
Satul Studenița (Studinița) apare într-un document din 2 iulie 1582 prin care Mihnea Turcitul întărește lui Cincea ocina la Studenița.
Localitatea Studinița este situată în partea de sud a județului, în Câmpia Caracalului, la o distanță de 63 km de municipiul Slatina, 18 km de municipiul Caracal și 22 km de orașul Corabia. 
Clima este temperat continentală unde temperatura minimă este de –20 °C și cea maximă de 38 °C. 
Relieful este caracterizat prin câmpie (Câmpia Romanațiului).
Fauna este reprezentată prin iepure, fazan și potârniche, iar flora este caracterizată prin stejar și salcâm.

## Monumente istorice
Biserica Sf. Ioan Botezătorul
- Religia:Ortodoxă
- Construită în anul 1887